# National Premier Leagues
National Premier Leagues w skrócie NPL – druga w hierarchii klasa piłkarskich rozgrywek ligowych w Australii, organizowana i zarządzana przez Football Federation Australia we współpracy z federacjami stanowymi. Liga została założona w 2013 roku, obecnie uczestniczy w niej 95 drużyn z następujących stanów i terytoriów: Australia Południowa, Australia Zachodnia, Australijskie Terytorium Stołeczne, Nowa Południowa Walia, Queensland, Tasmania i Wiktoria.

## Historia
W październiku 2010 roku Football Federation Australia (FFA) rozpoczęła proces przeglądu krajowych rozgrywek w celu przeanalizowaniu struktury rozgrywek piłkarskich w poszczególnych stanach oraz monitorowanie i poprawę warunków rozwoju dla zawodników. W maju 2012 roku zostały ogłoszone wyniki przeglądu przeprowadzonego przez FFA na jego podstawie zatwierdzono przeprowadzenie reform związanych z rozgrywkami stanowymi w Australii dotyczące:
- stworzenie ścieżki rozwoju dla młodych zawodników;
- określenie wymogów do udział w rozgrywkach;
- wprowadzenie programu Elitarny Klub (ang. Elite Club Licensing program) - obejmuje m.in.: szkolenia dla trenerów, reguluję role agentów zawodników i prywatnych akademii;
- wprowadzenie systemu punktowego dla graczy (ang. Player Points System) - regulacja płatności dla zawodników w rozgrywkach stanowych oraz promowanie rozwoju młodzieży w strukturach zespołów;
- zmiany w systemie treningowym[3].

W dniu 13 lutego 2013 roku została utworzona liga National Premier Leagues. Pierwotnie nazwa ligi brzmiała Australian Premier League jednak ze względu na naruszenie praw do posiadania tej nazwy przez rozgrywki Lawn Bowls nazwa została zmieniona na National Premier Leagues. W pierwszym sezonie NPL uczestniczyło w niej 55 klubów należących do pięciu stanowych federacji: Football Queensland, Football NSW, Football Federation South Australia, Football Federation Tasmania i Capital Football.
W 2014 roku do rozgrywek przystąpiły drużyny z kolejnych trzech federacji: Football West, Football Federation Victoria, Northern New South Wales Football.

## Format rozgrywek
Rozgrywki prowadzone w ramach National Premier Leagues podzielone są na dwie części: sezon zasadniczy i serię finałową rozgrywaną w danych dywizjach i krajową serię finałową rozgrywaną pomiędzy zespołami z różnych dywizji. Sezon zasadniczy obejmuje rywalizację w poszczególnych dywizjach, która rozgrywana jest w systemie ligowym wiosna-jesień. W zależności od dywizji liczba zespołów uczestnicząca w nich jest różna. Najlepsze zespoły z poszczególnych dywizji awansują do serii finałowej danej dywizji. Zwycięzcy poszczególnych dywizji awansują do krajowej serii finałowej (zwanej National Premier Leagues Champions) w której zmierzą się w walce o mistrzostwo ligi NPL.

### Awans i spadek
National Premier Leagues stanowi drugi poziom piłkarskich rozgrywek w Australii i nie istnieje możliwość uzyskania awansu do A-League, która stanowi pierwszy poziom rozgrywek w kraju. W zależności od poszczególnych dywizji liczba zespołów występująca w nich jest różna oraz z poszczególnych dywizji istnieje możliwość spadku do niższych lig stanowych. FFA planuje wprowadzić system awansu i spadku pomiędzy A-League i NPL od 2022 roku.
| National Premier Leagues                                                 | National Premier Leagues | National Premier Leagues   | National Premier Leagues | National Premier Leagues      | National Premier Leagues | National Premier Leagues | National Premier Leagues        | National Premier Leagues | National Premier Leagues | National Premier Leagues | National Premier Leagues | National Premier Leagues |
| ------------------------------------------------------------------------ | ------------------------ | -------------------------- | ------------------------ | ----------------------------- | ------------------------ | ------------------------ | ------------------------------- | ------------------------ | ------------------------ | ------------------------ | ------------------------ | ------------------------ |
| National Premier Leagues 93 klubów (z 8 dywizji) brak awansu do A-League |                          |                            |                          |                               |                          |                          |                                 |                          |                          |                          |                          |                          |
| NPL Capital Football 8 klubów                                            | NPL NSW 12 klubów        | NPL Northern NSW 10 klubów | NPL Queensland 14 klubów | NPL South Australia 12 klubów | NPL Tasmania 8 klubów    | NPL Victoria 14 klubów   | NPL Western Australia 12 klubów |                          |                          |                          |                          |                          |

## Mistrzowie NPL
| Sezon | Grand Final                 | Grand Final | Grand Final               |
| Sezon | Mistrz                      | Wynik       | Finalista                 |
| ----- | --------------------------- | ----------- | ------------------------- |
| 2013  | Sydney United 58 FC         | 2-0         | South Hobart FC           |
| 2014  | North Eastern MetroStars SC | 1-0         | Bonnyrigg White Eagles FC |
| 2015  | Blacktown City FC           | 3-1         | Bayswater City SC         |
| 2016  | Sydney United 58 FC         | 4-1         | Edgeworth FC              |
| 2017  | Heidelberg United           | 2-0         | Brisbane Strikers         |
| 2018  | Campbelltown City SC        | 2-1         | Lions FC                  |
| 2019  | Wollongong Wolves FC        | 4-3         | Lions FC                  |

Źródło: worldfootball.net

## Indywidualne wyróżnienia
John Kosmina Medal nagroda przyznawana dla najlepszego gracza serii finałowej. Nazwa nagrody pochodzi od imienia i nazwiska reprezentanta i kapitana Australii John Kosmina.
| Sezon | Zawodnik        | Klub                      |
| ----- | --------------- | ------------------------- |
| 2013  | Glen Trifiro    | Sydney United 58 FC       |
| 2014  | David Vrankovic | Bonnyrigg White Eagles FC |
| 2015  | Joey Gibbs      | Blacktown City FC         |
| 2016  | Glen Trifiro    | Sydney United 58 FC       |
| 2017  | Sean Ellis      | Heidelberg United         |
| 2018  | Anthony Ture    | Campbelltown City SC      |